# (200099) 1995 DG14
(200099) 1995 DG14 es un asteroide perteneciente al cinturón de asteroides, descubierto el 25 de febrero de 1995 por el equipo del Spacewatch desde el Observatorio Nacional de Kitt Peak, Arizona, Estados Unidos.

## Designación y nombre
Designado provisionalmente como 1995 DG14.

## Características orbitales
1995 DG14 está situado a una distancia media del Sol de 2,898 ua, pudiendo alejarse hasta 3,145 ua y acercarse hasta 2,651 ua. Su excentricidad es 0,085 y la inclinación orbital 10,04 grados. Emplea 1802,53 días en completar una órbita alrededor del Sol.

## Características físicas
La magnitud absoluta de 1995 DG14 es 15,7.